# Празеодиммедь
Празеодиммедь — бинарное неорганическое соединение
празеодима и меди
с формулой CuPr,
кристаллы.

## Получение
- Сплавление стехиометрических количеств чистых веществ:

{\displaystyle {\mathsf {Pr+Cu\ {\xrightarrow {563^{o}C}}\ CuPr}}}

## Физические свойства
Празеодиммедь образует кристаллы
ромбической сингонии,
пространственная группа P nma,
параметры ячейки a = 0,7343 нм, b = 0,4584 нм, c = 0,5604 нм, Z = 4,
структура типа борида железа FeB
.
Соединение образуется по перитектической реакции при температуре 563°C.